# Тибуртинская дорога
Тибуртинская дорога (лат. Via Tiburtina) — античная дорога в Древнем Риме.
Дорога была построена при консуле Марке Валерии Максиме около 286 года до н. э. и соединила Рим с Тибуром (современный Тиволи). Первоначально дорога вела к храмам Тибура, затем римские аристократы использовали дорогу, чтобы проехать до своих вилл.
Позднее дорога была проведена в область, которую населяли эквы и марсы, и стала называться Via Tiburtina Valeria. Она протянулась почти на 200 км через Апеннины в Aternum (соврем. Пескара). Дорога выходила из Рима через Тибуртинские ворота Аврелиановой стены и Эсквилинские ворота Сервиевой стены. В трактате "Десять книг об Архитектуре" (16-13 гг до н.э.) упоминается, что рядом с Тибуртинской дорогой протекает река Альбула имеющая испорченный вкус, запах и цвет (книга VII, глава 3, п2).